# Henri Cantelbeek
 (octobre 2012).
Henri Cantelbeek est un peintre flamand actif à Anvers de 1690 à 1720.

## Œuvres
- La Bataille d'Arbelles, d'après Charles Le Brun, huile sur toile signée, passée en vente chez Christie's à Londres le 29 octobre 2010, n° 88 adjugé 3 250 Livres.
- Une série de quatre tableaux sur bois représentant chacun un miracle du Christ, Bruges, évêché.